# 5359 Markzakharov
5359 Markzakharov è un asteroide della fascia principale. Scoperto nel 1974, presenta un'orbita caratterizzata da un semiasse maggiore pari a 2,3412012 au e da un'eccentricità di 0,1990064, inclinata di 1,59494° rispetto all'eclittica.
L'asteroide è dedicato al regista sovietico Mark Anatol'evič Zacharov.